# Wapen van IJsbrechtum

Wapen van IJsbrechtum

Het wapen van IJsbrechtum is het dorpswapen van het Nederlandse dorp IJsbrechtum, in de Friese gemeente Súdwest-Fryslân. Het wapen werd in 1977 geregistreerd.

## Beschrijving
De blazoenering van het wapen luidt als volgt:
Omgekeerd gemanteld: boven van blauw, beladen met een liggende wassenaar van zilver, onder van rood en over alles heen een gaffel van goud, vergezeld van twee afgerukte, toegewende reigerkoppen van zilver, aan weerszijden van de gaffel één.
De heraldische kleuren zijn: azuur (blauw), zilver (zilver), keel (rood) en goud (goud).

## Symboliek
- Gaffel: vormt de letter "Y" van de plaatsnaam. Tevens is het een verwijzing naar het kruizen van wegen in het dorp. De gaffel is uitgevoerd in goud, afkomstig van het wapen van het geslacht Van Burmania dat de plaatselijke Epemastate bewoonde.[3]
- Wassenaar: ontleend aan het wapen van de familie Gravius die de Epemastate eveneens bewoond heeft.[3]
- Rode velden: staan voor de bebouwing van het dorp.[3]
- Reigerkoppen: verwijzen naar de reigerkolonie die gevestigd is in een bos bij de Epemastate.[3]

Het wapen van Van Burmania.
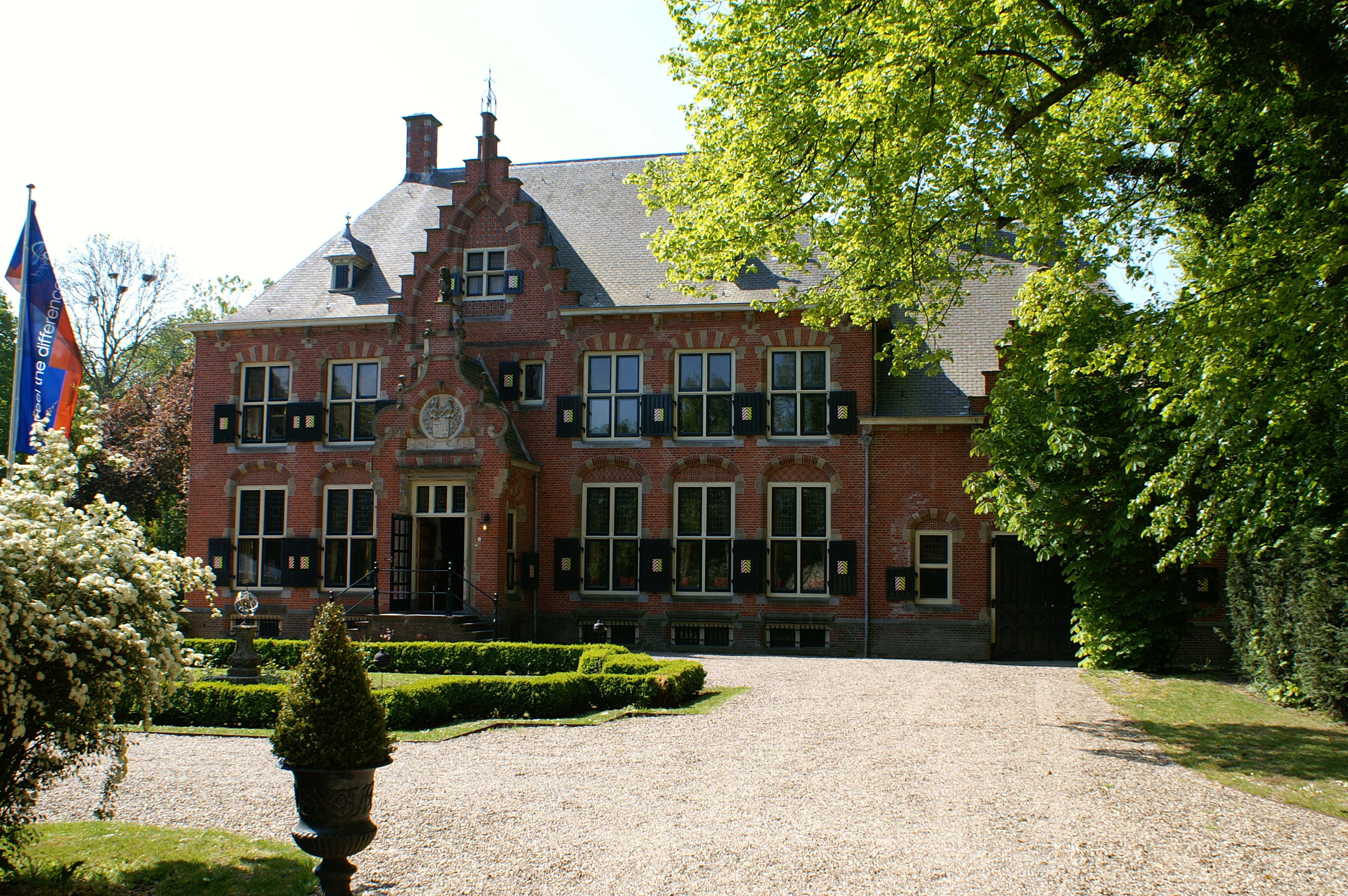
De Epemastate te IJsbrechtum.

## Zie ook

Vlag van IJsbrechtum